# Список аеропортів Чорногорії
Список аеропортів у Чорногорії, згрупований за типом та відсортований за місцем розташування.

## Статистика пасажиропотоку
Аеропорти за кількістю обслуговуваних пасажирів. 
| Місце  | Аеропорт           | Місто     | IATA / ICAO | 2015 рік  | 2016 рік  | 2017 рік  | 2018 рік  | 2019 рік  | Зміна    |
| ------ | ------------------ | --------- | ----------- | --------- | --------- | --------- | --------- | --------- | -------- |
| 1      | Аеропорт Тиват     | Тиват     | TIV / LYTV  | 895,033   | 982,558   | 1,129,720 | 1,245,999 | 1,367,282 | ▲ 9,7% 0 |
| 2      | Аеропорт Подгориця | Подгориця | TGD / LYPG  | 748,175   | 873,278   | 1,055,142 | 1,208,525 | 1,297,365 | ▲ 7,4% 0 |
| ВСЬОГО | ВСЬОГО             | ВСЬОГО    | ВСЬОГО      | 1,643,208 | 1,855,836 | 2,184,862 | 2,454,524 | 2,664,647 | ▲ 8,6%   |

## Аеропорти

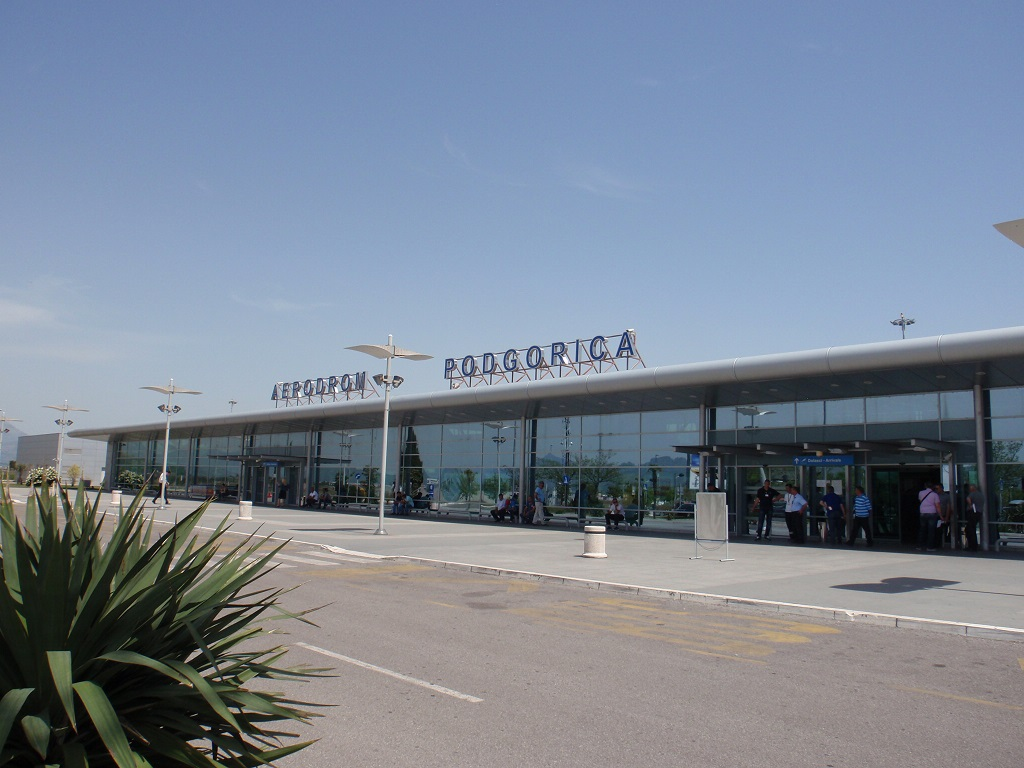
Аеропорт Подгориця

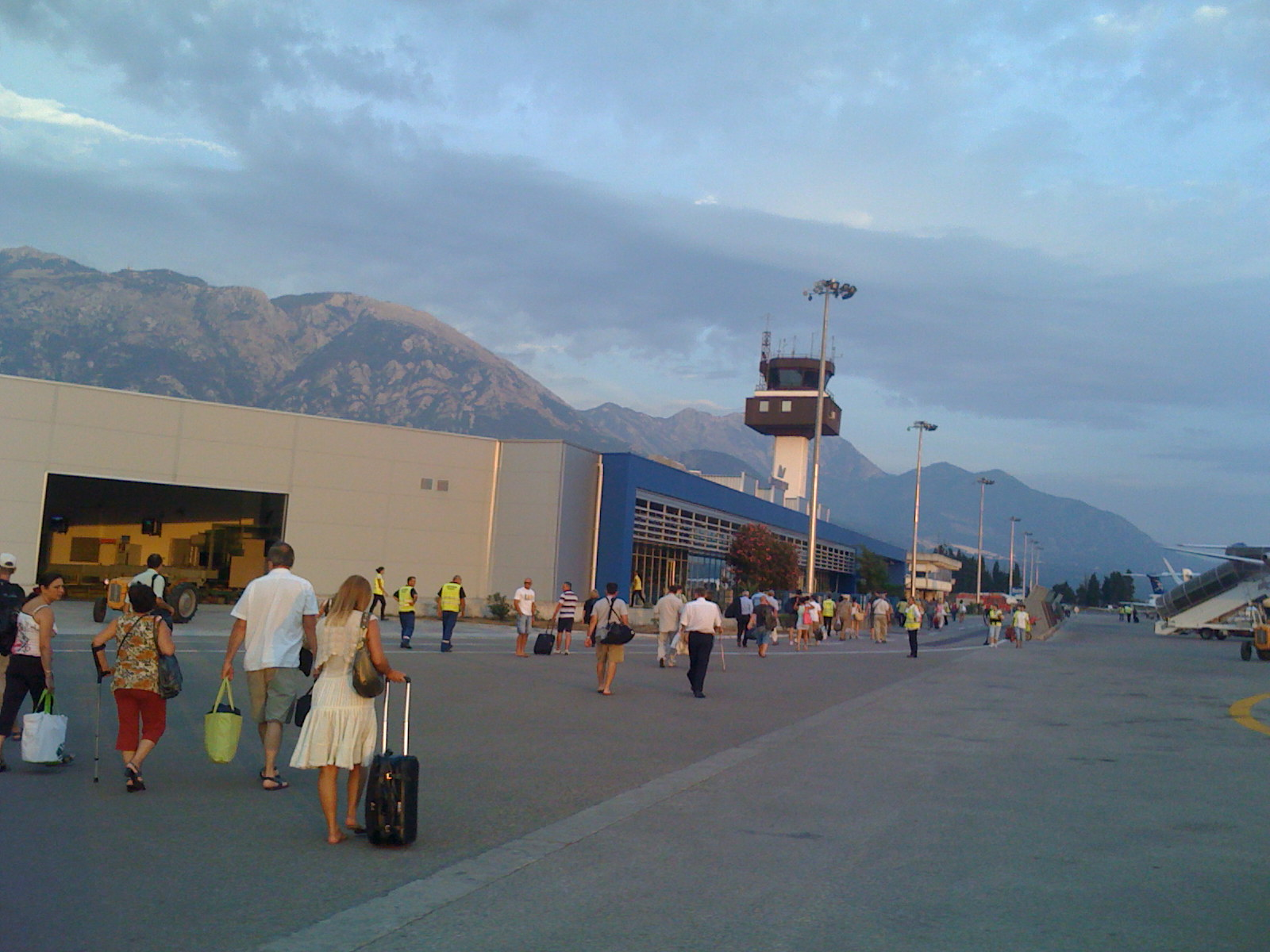
Аеропорт Тиват

Аеропорти, показані жирним шрифтом, обслуговують регулярні рейси комерційних авіакомпаній. 
| Обслуговує місто               | ІКАО  | IATA  | Назва аеропорту         |
| ------------------------------ | ----- | ----- | ----------------------- |
| Міжнародні                     |       |       |                         |
| Подгориця                      | LYPG  | TGD   | Аеропорт Подгориця      |
| Тиват                          | LYTV  | TIV   | Аеропорт Тиват          |
| Авіація загального призначення | ŽŽ    | ŽŽ    |                         |
| Беране                         | LYBR  | IVG   | Аеропорт Беране         |
| Жабляк                         | немає | ZBK   | Аеропорт Жабляк         |
| Никшич                         | LYNK  | немає | Аеропорт Никшич         |
| Подгориця                      | LYPO  | немає | Аеропорт Чемовське Поле |
| Військові                      | ŽŽ    | ŽŽ    |                         |
| Подгориця                      | LYPJ  | немає | Авіабаза Подгориця      |
| Закриті                        | ŽŽ    | ŽŽ    |                         |
| Ульцинь                        | немає | немає | Аеропорт Ульцинь        |

## Карта
- Міжнародні аеропорти
- Місцеві аеропорти
- Аеродроми
- Військові авіабази